# Ilmenauer Fass
Ilmenauer Fass ist der Name der weltweit größten Installation zur Untersuchung turbulenter Konvektionsströmungen mit der höchsten relativen Messauflösung. Die Einrichtung befindet sich außerhalb von Ilmenau im Schortetal auf dem Gelände des Schaubergwerk Volle Rose.

## Eigenschaften
Das Ilmenauer Fass ist mit einem Durchmesser von 7,0 Meter und einer Höhe von 6,3 Meter das weltweit größte Rayleigh-Bénard-Experiment zum Studium hochturbulenter Konvektionsströmungen in Luft. Im inneren Bereich der Anordnung  kann eine nahezu homogene und isotrope Turbulenz erzeugt werden, welche frei von künstlicher mechanischer Anregung ist. Geschwindigkeits- und Temperaturfeld können mit einzigartiger räumlicher und zeitlicher Auflösung nahezu uneingeschränkt gemessen werden. Dazu steht moderne Strömungsmesstechnik, wie z. B. 3D-Laser-Doppler-Velocimetry, 3D-Particle-Tracking-Velocimetry, 2D-Particle-Image-Velocimetry, Mehrkanal-Temperaturmesssystem mit Mikrothermistoren zur Verfügung.